# II. Rurik kijevi nagyfejedelem
II. Rurik vagy Rjurik Rosztyiszlavics (oroszul: Рюрик Ростиславич), (1140 – 1210. április 19.) kijevi nagyfejedelem 1173-ban, 1180-tól 1182-ig, 1194-től 1202-ig, 1203-tól 1205-ig, 1206-ban 1207-től 1210-ig.
I. Rosztyiszláv fiaként született. 1171-ben bátyja I. Roman néven elfoglalta Kijevet, neki pedig Belgorodot adta. A zűrzavaros idő alatt 1173-ban ő is kijevi nagyfejedelem lett, de hamarosan fel kellett adnia a várost más trónkövetelőknek. 1181-ben sikerült bevennie Kijevet, ezt követően, 1182-ben III. Szvjatoszláv társuralkodója lett, majd 1194-ben, Szvjatoszláv halála után egyeduralkodó. 1202-ben elűzték a trónról, amit hamarosan visszaszerzett. Később azonban II. Roman letette a trónról, amit Rurik azzal viszonzott, hogy rokonaival 1203-ban megtámadta és kifosztotta Kijevet. Ugyan Rurik a következő évben kolostorba vonult, de hamarosan érvénytelenítette szerzetesi fogadalmát és visszatért a trónra. Rokona, IV. Vszevolod Rurik szerzetesi fogadalmára hivatkozva törvénytelennek tekintette annak hatalmát és  1206-ban elűzte Rurikot Kijevből Ovrucsba. Azonban még ebben az évben sikerült visszaszereznie hatalmát. 1207-ben megismétlődött az eseménysorozat. 1210-ben azonban IV. Vszevolod nemcsak Kijevet tudta elfoglalni, hanem magát a nagyfejedelmet is a keze közé kaparintotta, aki így csernyihivi fogságában fejezte be életét.

## Fordítás
- Ez a szócikk részben vagy egészben  a(z)   Рюрик Ростиславич (князь киевский) című orosz Wikipédia-szócikk fordításán alapul.  Az eredeti cikk szerkesztőit annak laptörténete sorolja fel. Ez a jelzés csupán a megfogalmazás eredetét és a szerzői jogokat jelzi, nem szolgál a cikkben szereplő információk forrásmegjelöléseként.